# The Beast with a Million Eyes
The Beast with a Million Eyes (bra: O Monstro de Um Bilhão de Olhos), por vezes referido como The Beast with 1,000,000 Eyes, é um filme estadunidense de 1955, dos gêneros terror e ficção científica, dirigido por David Kramarsky e produzido por Roger Corman.

## Elenco
- Paul Birch...Allan Kelly
- Lorna Tahyer...Carol Kelly
- Dona Cole...Sandy Kelly
- Dick Sargent...Larry

## Sinopse
Monstro sem corpo invade a mente de um deficiente mental, que passa a atacar os membros de uma família.